# 김훈 (농구인)
김훈(金勳, 1973년 5월 6일 ~ )은 대한민국의 전(前) 농구 선수이다.
1973년 대전에서 출생하여 대전중학교, 대전고등학교를 거쳐 1992년 연세대학교에 입학하였다. 연세대학교 농구단에서 1993~1994 시즌 농구대잔치 우승 멤버로 활약하였다. 1996년 프로농구단 인천 대우 제우스의 전신인 인천 대우 증권 농구단에 창단 멤버로 입단하였다. 2000년 안양 SBS 스타즈로 이적 후, 2003년 FA 자격을 취득해 인천 SK 빅스(인천 전자랜드 블랙슬래머), 現 대구 한국가스공사 페가수스)로 이적하였다. 2004년 창원 LG 세이커스로 트레이드 되었고 2007년 안양 KT&G 카이츠(現 안양 KGC인삼공사)로 이적한 후 2007년 은퇴하였다. 은퇴 후 창원 LG 세이커스의 유소년 농구 클럽 강사직을 맡았으며 현재는 김훈농구교실의 감독으로 활동 중이다.

## 학력
- 서대전초등학교
- 대전중학교
- 대전고등학교
- 연세대학교 법학과 학사

## 약력
- 2007년 창원 LG 세이커스 유소년농구클럽 강사
- 2006년~2007년 안양 KT&G 카이츠 (은퇴)
- 2004년~2006년 창원 LG 세이커스
- 2003년~2004년 인천 전자랜드 블랙슬래머
- 2001년~2003년 안양 SBS 스타즈
- 1997년~2001년 인천 대우 제우스

## 출연
- 2013년 tvN 《응답하라 1994》 ... 김훈 역 (특별출연)

## 수상
- 2002 디지털LG 프로농구대상 주간 MVP
- 2002 LG플래트론 프로농구대상 주간 MVP
- 1998 KBL 모범선수상
- 1997 스포츠서울 제정 FILA대상 신인상
- 1995 농구대잔치 자유투상
- 1995 대학연맹전 우수선수상
- 1995 국제대학농구대회 베스트5상
- 1993~1994 시즌 농구대잔치 우승 - 연세대학교